# Johannes Fabricij
Johannes Fabricij (pravo ime Faber, latinizirano Fabricius), nizozemski astronom, * 8. januar 1587, Resterhafe, Nizozemska, † 19. marec 1616, Marienhafe, Nemčija.

## Življenje in delo
Johannes je bil sin Davida Fabricija, prav tako astronoma. Med letoma 1604 in 1610 je študiral medicino najprej v Helmstedtu, nato v Wittenbergu in Leidnu, kjer je prvič opazoval z daljnogledom.
V času od 1610 do 1611 je z očetom prvi opazoval Sončeve pege. Zgodaj leta 1611 je z univerze prinesel daljnoglede in ob zori 27. februarja (9. marca po gregorijanskem koledarju, ki v Vzhodni Friziji še ni bil sprejet) sta prvič opazovala Sonce z daljnogledom. Sončeve pege je opisal v knjigi Poročilo o pegah, opazovanih na Soncu in o njihovem navideznem kroženju s Soncem (latinsko Narratio de maculis in sole observatis, et apparente earum cum sole conversione) in jo posvetil 13. junija 1611. Knjigo so tiskali v Wittenbergu, kjer je bila glavna luteranska univerza in kjer je Johannes nadaljeval svoj študij. Pri proučevanju Sonca sta od tedaj zaradi zaščite oči uporabljala camero obscuro in daljnogled. Zaradi gibanja peg, je bilo očitno, da se Sonce vrti, kar so domnevali že prej (Bruno in Kepler), vendar tega niso mogli dokazati. Fabricijeva knjiga ni doživela uspeha. Zasenčila so jo neodvisna odkritja in knjige o Sončevih pegah Scheinerja januarja 1612 in Galileja marca 1612.
1. ↑  data.bnf.fr: platforma za odprte podatke — 2011.
2. 1 2  Brozović D., Ladan T. Hrvatska enciklopedija — LZMK, 1999. — 9272 p.